# Jean Sas
Pour les articles homonymes, voir Sas.
Jean Sas, né le 8 décembre 1924 à Nérac et mort le 17 septembre 2008 à Nice, est un humoriste, notamment à la radio, et un animateur de télévision français.

## Biographie
Jean Sas avait un grand succès à la radio (RMC) et à la télévision (ORTF) dans les années 1970 avec ses interviews loufoques où ses questions étaient posées d'une façon originale et bafouillante pratiquement inintelligible, notamment des radio-trottoirs et à la télévision par exemple avec Salvador Dalí dans une émission du Grand Échiquier de Jacques Chancel. 
Il fut également pendant dix ans, le présentateur et l’animateur officiel de la Loterie nationale et du Loto national, chargé de présenter et d’animer les galas ainsi que les tirages en direct à la Télévision française, sur TF1 et sur les télévisions de l’île de La Réunion, de la Martinique et de la Guadeloupe.
Jean Sas, ancien combattant, mutilé de guerre, était chevalier de la Légion d’honneur et officier de l’ordre national du Mérite.

## Distinctions
- Chevalier de la Légion d'honneur
- Officier de l'ordre national du Mérite